# Sismo de Chūetsu de 2004
Sismo de Chūetsu de 2004 (中越地震, Chuetsu jishin, oficialmente denominado pela AMJ) foi um sismo que ocorreu às 17h56 (UTC +9) do dia 23 de outubro de 2004, num sábado, que atingiu uma magnitude de 6,8 MW. O terremoto inicial causou perceptível agitação em metade da ilha de Honshu, incluindo partes de Tohoku, Hokuriku, Chūbu e regiões de Kanto.

## Terremoto

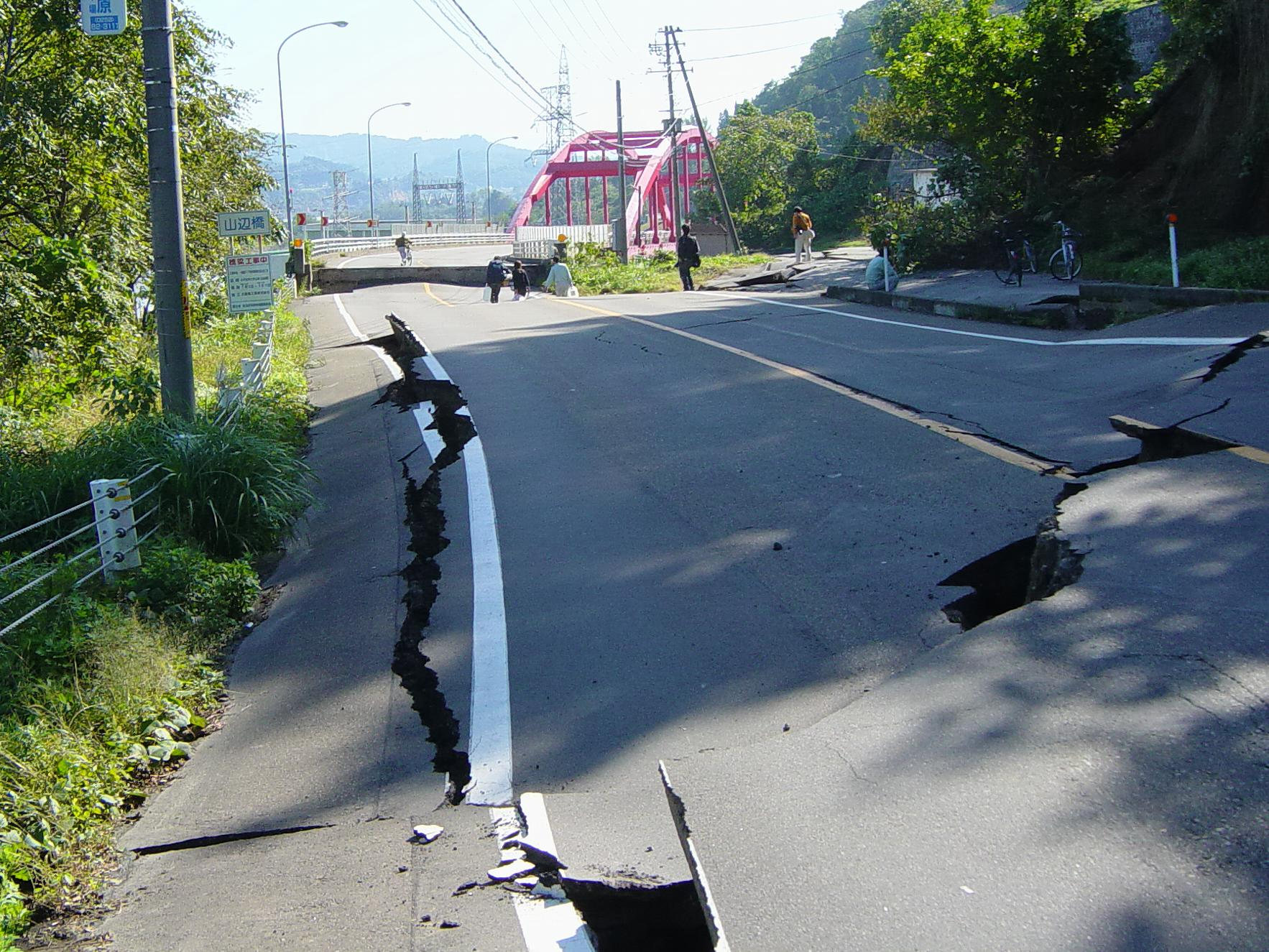
Danos causados pelo terremoto de Chūetsu.

O sismo teve início às 17h56 (UTC +9). Segundo a Agência Meteorológica do Japão, o terremoto alcançou uma magnitude máxima de 7 na escala japonesa de Shindo na Prefeitura de Niigata. Segundo a agência o epicentro foi em 37° 18′ N, 138° 48′ L e o hipocentro ocorreu a uma profundidade de 45,8 km.

## Danos

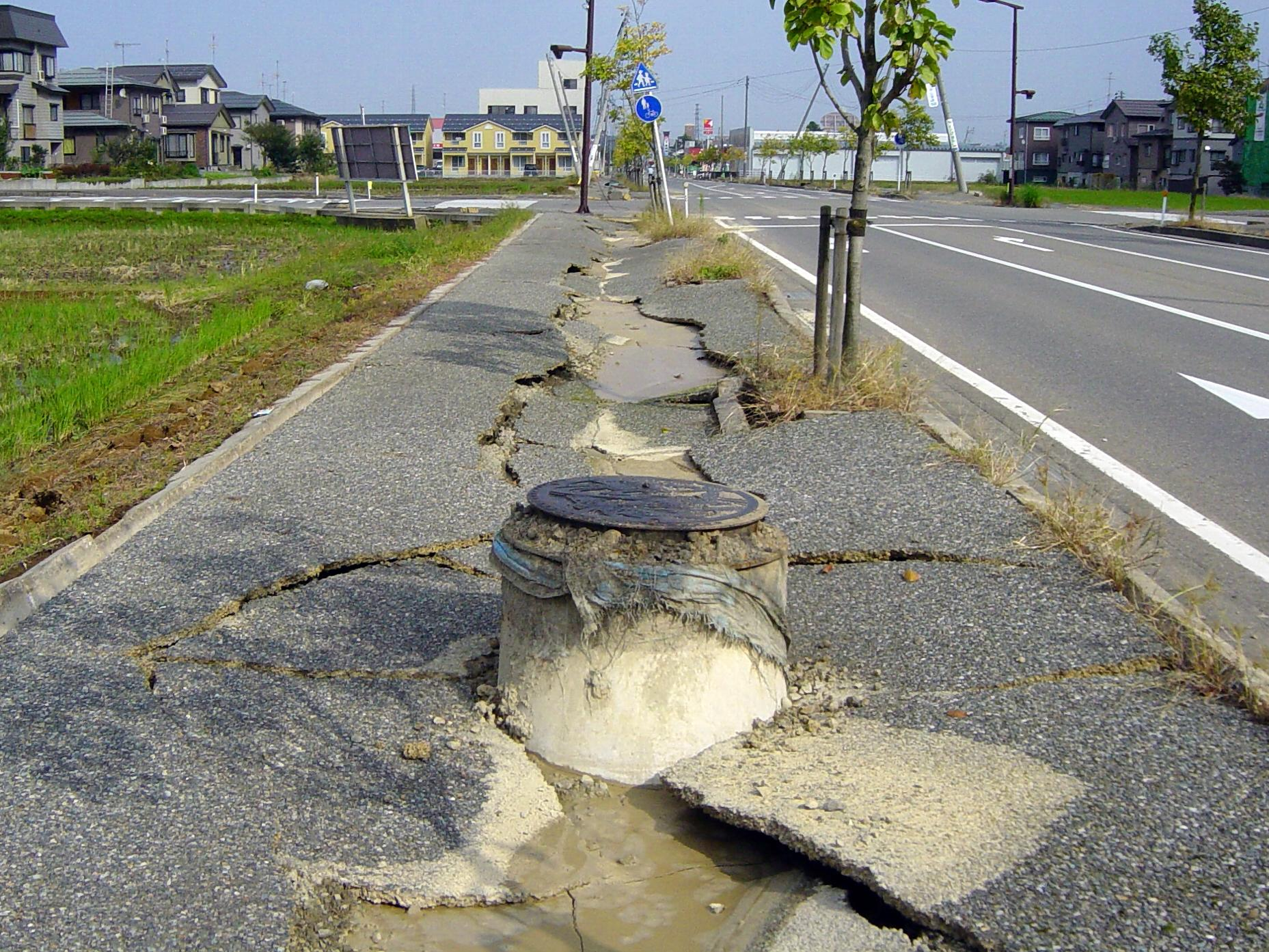
Efeitos do terremoto nas ruas de Ojiya.

Cerca de 8 mil pessoas foram feridas durante o incidente, em Niigata-ken. O maior dano foi o colapso das habitações. A 3 de novembro de 2004, foram confirmadas 69 vítimas do desastre, quando alguns tremores ainda se faziam sentir.
O serviço de trem-bala, também conhecido como Shinkansen, foi seriamente afetado. Houve descarrilhamentos, ruas completamente destruídas, liquefação do solo, pontes desabaram e edifícios destruídos. Deslizamentos de terra bloquearam estradas deixando várias aldeias isoladas naquele que foi o pior terremoto registado no Japão desde 1995.